# Frank Magda
Frank Magda (Kolozsvár, 1914. július 20. – Buenos Aires, 2010. június 23.) magyar-argentin szobrász. Szobrai sajátosan egyesítik a geometrikus kubizmus és az absztrakció jegyeit a prekolumbiánus művészet elemeivel.

## Élete és pályafutása
Tanulmányait 1945-ben a budapesti Képzőművészeti Főiskolán kezdte, ahol Ferenczy Béni növendéke lett. Alkotásait a klasszicizáló felfogás jellemezte. 1947-ben átiratkozott az Iparművészeti Főiskolára, ahol Borsos Miklós műhelyében tanulta meg a kő, a különféle fémek és a fa megmunkálásának fogásait. 1949-ben kiállítása nyílt a Nemzeti Szalonban, de a náci üldöztetés miatt még ugyanebben az évben elhagyta Magyarországot. Néhány hónapnyi berni tartózkodás után Párizsba ment, hogy folytathassa művészeti tanulmányait. A Julian Képzőművészeti Akadémián Marcel-Antoine Gimond irányítása alatt dolgozott.
Párizs sokat nyújtott művészi fejlődése szempontjából, de nagyon magányos volt, így 1950-ben egyetlen életben maradt családtagjához, testvéréhez Buenos Airesbe költözött, és felvette az argentin állampolgárságot is. Kezdeti alkotásai a háborús évek emlékeiből születtek – tragikus hangvételű, a plasztika tömegét síkokra bontó figurális műveket készített: „... ezek a szobrok nem azért jöttek létre, hogy simogatásra csábítsák a nézőt. Vádolniuk kell! Felébreszteni az emberek lelkiismeretét, fékezni a pusztítási vágyat, amely egyesekben minden érzésnél erősebb.” 1950–57 között Buenos Aires és Párizs között ingázott, alkotott és kiállított. 1954-ben a a párizsi Salon de la Jeune Sculpture kiállításon bemutatott geometrikus kompozícióját megvásárolta a párizsi Musée national d’Art moderne. 1956-tól négy éven át a Buenos Aires-i Vizuális Művészetek Iskolájának professzoraként tanított. Ekkor fedezte fel és építette művészetébe a Kolumbusz előtti monumentális indián plasztikát. Végleg felhagyott a gipsz- és agyagmintázással, szobrait zömmel fából és kőből faragta. A gömbölyű formákat teljesen elhagyva alkotásainak vonalai leegyszerűsödtek és szögletessé váltak, az egymást kiegészítő pozitív és negatív elemek zárt kompozíciói lettek. Absztrakt, geometrikus elemekből építkező, de emberi alakot sejtető szobrokat készített. Benito Quinquela Martín-díjat kapott, és az argentin szenátus is kitüntette.
1960-ban újra Párizsba költözött és kizárólag a szobrászatnak élt. Bekapcsolódott a különböző művészeti szalonok, a Comparaisons, a Réalités Nouvelles, a Jeune Sculpture pezsgő művészéletébe. Alkotásainak nem adott címet, jellemzően csak a méretet és a technikát jelölte. 1964-ben a jugoszláviai Portorožban szobrászszimpóziumon vett részt. Itt faragta márványba első, monumentális méretű szobrát, melyet a bori munkaszolgálatban meghalt testvérének ajánlott. Ekkortól sorra születtek hatalmas méretű, a prekolumbiánus művészet hatását mutató, köztéri szobrai, melyeket Franciaország különböző városaiban, többek között a Le Havre melletti Saint-Romain-de-Colboscban, Grenoble-ban, Limoges-ban, Toulouse-ban, Párizsban, a korzikai Ajaccióban, valamint Pécsett állítottak fel.
A 70-es években színezett faszobrokat alkotott. Az ekkor formálódó bábuk, vagy ahogy ő nevezte őket, „bébik” mintájára később két-három méteres köztéri festett fafigurákat, óriásbébiket készített. Hét óriásbébiből álló szoborcsoportja Metz-Borny egyik iskolaépülete előtt kapott helyet.
Ezután a 80-as években visszatelepedett Argentínába és Buenos Airesben a Saavedra barrio vedia No 3546. alatt Magda Frank Ház néven berendezte saját múzeumát. 2010-ben, 95 éves korában hunyt el. Alkotásai számos közgyűjteményben, így a budapesti Szépművészeti Múzeumban, a calais-i, a Buenos Aires-i, az ugyancsak argentin Pringles múzeumban, valamint a párizsi Modern Művészetek Múzeumában szerepelnek.

## Kiállításai

### Egyéni kiállítások
- 1953 • Henry Galéria, Buenos Aires
- 1955 • Maison Internationale de la Cité Universitaire, Párizs
- 1956 • Pizzaro Galéria, Buenos Aires
- 1965 • Galerie La Roue, Párizs
- 1967 • Kulturális Kapcsolatok Intézete, Budapest
- 1970 • Galerie La Roue, Párizs
- 1972 • Old Jaffa Galéria, Tel Aviv
- 1973 • Galerie La Roue, Párizs
- 1979 • Magyar Nemzeti Galéria, Budapest • Városi Galéria, Pécs
- 1986 • Dourdan
- 1988 • Magyar Intézet, Párizs
- 1989 • Vasarely Múzeum, Budapest
- 1994 • Csepeli Művelődési Központ, Budapest

### Válogatott csoportos kiállítások
- 1947 • a Magyar Képzőművészek Szabadszervezete tavaszi kiállítása, Alkotás Művészház
- 1954 • Salon de la Jeune Sculpture, Párizs
- 1957 • IV. Nemzetközi Biennálé, São Paulo
- 1961 • Nemzetközi szobrászati kiállítás, Musée Rodin, Párizs
- 1964 • Nemzetközi szobrász szimpozion, Portorozs
- 1967 • I. Francia Szobrász Szimpozion, Grenoble
- 1970 • XX. századi magyar származású művészek külföldön, Műcsarnok, Budapest
- 1982 • Tisztelet a szülőföldnek. Külföldön élő magyar származású művészek II. kiállítása, Műcsarnok, Budapest

### Művei közgyűjteményekben
- Calais-i Múzeum, Calais
- Janus Pannonius Múzeum Modern Magyar Képtár, Pécs
- Musée d’Art Moderne, Párizs
- Musée national d’Art moderne, Párizs
- Szépművészet Múzeum, Budapest